# Sarah Iversen
Sarah Aaberg Iversen, född 10 april 1990 i Frederiksberg Danmark, är en dansk handbollsspelare. Hon spelar som mittsexa. Hon spelar för Ikast Håndbold och Danmarks damlandslag i handboll.

## Karriär

### Klubblagshandboll
Sarah Iversen spelade i sin ungdom för SNIK, Lyngby HK och Virum-Sorgenfri HK. År 2008 gick hon till den danska andradivisionsklubben Nordkøbenhavn Håndbold. Ett år senare flyttade hon till Nykøbing Falster HK. Från och med säsongen 2012–2013 hade Iversen kontrakt med HC Odense i fyra säsonger till 2016. Hon återvände sedan till Nykøbing Falster HK under  2016-2018.  Sedan hösten 2018 har hon spelat för Ikast Håndbold. 2019 vann hon den danska cupen med Ikast.  Sedan sommaren 2020 hade hon spelavbrott på grund av sin graviditet. Sommaren 2022 bytte hennes klubb namn till Ikast Håndbold. Med Ikast vann hon EHF European League 2023.

### Landslagshandboll
Iversen började landslagskarriären i ungdomslandslagen. Främsta meriter från den tiden blev OS- och VM-brons på U-nivå. Iversen gjorde sin debut för det danska landslaget den 19 mars 2015. Hon deltog vid världsmästerskapet i handboll för damer 2017 i Tyskland och vid europamästerskapet i handboll för damer 2018 i Frankrike. Hon spelade också VM 2019 för Danmark.  Vid Europamästerskapet i handboll för damer 2022 förlorade hon och Danmark EM-finalen mot Norge. Iversen gjorde tio mål på hela turneringen. Vid VM 2023 på hemmabana vann hon brons efter seger över Sverige. Iversen gjorde 15 mål under turneringen.  Vid de olympiska spelen i Paris vann hon bronsmedaljen med Danmark.

## Klubblagsmeriter
- Damehåndboldligaen:  2017
- Danska Cup:  2019
- EHF European League:  2023

## Individuella utmärkelser
- All-Star mittsexa i Damehåndboldligaen 2017/2018

## Privatliv
Sarah Iversen är äldre syster till Team Esbjerg-anfallaren och landslagskollegan Rikke Iversen.